# Glomerella glycines
Glomerella glycines är en svampart som beskrevs av Hori. Glomerella glycines ingår i släktet Glomerella och familjen Glomerellaceae.   Inga underarter finns listade i Catalogue of Life.